# Fürst der Dämonen
Fürst der Dämonen (Originaltitel Viy) ist eine russisch-ukrainisch-tschechische Horror-Fantasyfilmkooperation von Oleg Steptschenko aus dem Jahr 2014.

## Handlung
Beginn des 18. Jahrhunderts: Der Kartograf Jonathan Green unternimmt eine wissenschaftliche Reise von Westeuropa aus nach Osten. Ziel ist es, die gesamte Welt zu kartieren. Er trifft hinter Siebenbürgen und den Karpaten auf eine kleine Siedlung, versteckt in den ukrainischen Wäldern. Von den Bewohnern erfährt er, dass vor gut einem Jahr ein dämonisches Wesen eine Frau getötet hat. Daher beschlossen die Dorfältesten einen jungen Mönch anzuheuern, der für die getötete Pannochka beten soll. Wenig später ist der Mönch tot. Scheinbar wurde er vom Geist des Mädchens getötet. Daraufhin erklärt der Dorfpriester Paisiy das Dorf für verflucht. Daher riegelt er die Siedlung von der Außenwelt ab.
Daher wird Jonathan Green vom Priester aufgehalten, das Dorf zu betreten. Aufgrund seiner Notizen betreffend seiner Karten, deutet der Priester diese Symbole als dämonisches und erklärt Jonathan zu einem Gesandten des Teufels. Allerdings ignorieren die anderen Dorfbewohner dessen Warnungen, da sie auf das abgeschottete Leben keine Lust mehr haben. Sotnik lockt Jonathan in die verfluchte Kirche. Später beim Abendessen wird er von Dorfbewohnern attackiert, die sich offenbar in Dämonen verwandelt haben. Dank eines Kreidekreises kann er die Dämonen abwehren, muss sich nun aber dem Dämonen Viy stellen. Als er sich dem Blickkontakt stellt, wird er zu Tode verflucht. Nur wenn er es schaffe, Pannochkas Seele zu retten, würde er den Fluch zurücknehmen.
Jonathan beginnt von der Spitze der Kirche aus damit, die Karte des Dorfes zu zeichnen, wird dabei jedoch niedergeschlagen. Auf Befehl von Paisiy sperren die Dorfbewohner ihn und die Tochter des Schmieds, Nastusya, ein und beschuldigen sie der Teufelsanbetung. Wie sich herausstellt ist Paisiy kein Priester, sondern ein Scharlatan. Mit Nebel und Spiegeln spielte er die ganze Zeit den naiven Dorfbewohnern vor, dass es dämonische Präsenzen im Dorf gäbe. Er war es auch, der als Dämon verkleidet Pannochka vergewaltigte und tötete. Auch der Mönch Panas, der Zeuge der Vergewaltigung wurde, wurde nicht getötet, sondern versteckte sich aus Angst vor der Vergeltung Paisiys in der Kirche. Jonathan deckt schließlich die List auf und Paisiy wird getötet. Es wird jedoch angedeutet, dass seine Begegnung mit Viy und Pannochkas Geist real waren.

## Hintergrund

### Produktion
Der Film basiert lose auf dem Roman Wij von Nikolai Wassiljewitsch Gogol. Die meisten Aufnahmen entstanden in und um das Schloss Sychrov in Tschechien.

### Veröffentlichung
Am 30. Januar 2014 erschien der Film in den russischen und ukrainischen Kinos. In den englischsprachigen Ländern ist er Forbidden Empire betitelt. In Deutschland wurde das Werk am 2. Juli 2015 erstmals auf DVD und Blu-ray Disc veröffentlicht. Am 14. Mai 2018 folgte auf Tele 5 die TV-Premiere.
2019 wurde er mit Iron Mask fortgesetzt.

## Rezeption
„Sehr frei nach Gogols Erzählung ‚Wij‘ gestricktes, aufwändig umgesetztes Horror-Abenteuer, das zwar mitunter etwas wirr wirkt, dank eines gelungenen Set- und Creature-Designs sowie handfester 3D-Effekte aber für gepflegten Grusel sorgt.“

Oliver Armknecht kritisiert in seiner Filmreview auf der Website Film-Rezensionen, dass „man am Ende hier oft nicht wisse, was das alles sein sollte, sowohl bei Inhalt, Tonalität und Bildern gibt es einen seltsamen Mischmasch“. Lobend spricht er vom Cast, für den mit Jason Flemyng und Charles Dance „zwei international bekannte Schauspieler verpflichtet“ wurden. Final vergibt er 5 von möglichen 10 Punkten für den Film.
Auf Rotten Tomatoes hat der Film beim Publikum einen Anteil positiver Bewertungen von 34 %. In der Internet Movie Database hat der Film bei über 6600 Stimmabgaben eine Wertung von 5,2 von 10,0 möglichen Sternen (Stand: Oktober 2024).